# Rivière Nulhegan
La rivière Nulhegan  est une rivière qui prend sa sources dans l'étang  Nulhegan dans l'État du Vermont et est un affluent du fleuve Connecticut.

## Géographie
La rivière Nulhegan prend ses sources dans les milieux humides près de la ville de Brighton, dans le Comté d'Essex (Vermont), traverse  l'étang Nulhegan et coule vers le sud-est pour rejoindre le  fleuve Connecticut près du village de Bloomfield.